# Shpageeza Cricket League 2025
Das Shpageeza Cricket League 2025 war die zehnte Saison des nationalen Twenty20-Cricket-Wettbewerbes in Afghanistan. Das Turnier wurde zwischen dem 19. und 24. Juli 2025 ausgetragen. Im Finale konnten sich die Amo Sharks gegen den Mis Ainak Knights mit 8 Wickets durchsetzen.

## Format
Die fünf Mannschaften spielten in einer Gruppe jeweils jeder gegen jeden zwei Mal. Für einen Sieg gab es zwei Punkte, für ein Unentschieden oder No Result einen und für eine Niederlage keinen Punkt. Die zwei Bestplatzierten jeder Gruppe qualifizierten sich für das Finale.

## Gruppenphase
Tabelle
| Teams               | Sp. | S | N | NR | P  | NRR    |
| ------------------- | --- | - | - | -- | -- | ------ |
| Amo Sharks          | 8   | 6 | 2 | 0  | 12 | +0.872 |
| Mis Ainak Knights   | 8   | 5 | 3 | 0  | 10 | +0.314 |
| Boost Defenders     | 8   | 4 | 4 | 0  | 8  | −0.004 |
| Band-e-Amir Dragons | 8   | 3 | 5 | 0  | 6  | −0.811 |
| Spin Ghar Tigers    | 8   | 2 | 6 | 0  | 4  | −0.407 |

Spiele
| 19. Juli Scorecard | Kabul | Boost Defenders 148-5 (20)       | – | Amo Sharks 151-4 (18.5) |
|                    |       | Amo Sharks gewinnt mit 6 Wickets |   |                         |

| 19. Juli Scorecard | Kabul | Spin Ghar Tigers 151-8 (20)             | – | Mis Ainak Knights 152-6 (19.5) |
|                    |       | Mis Ainak Knights gewinnt mit 4 Wickets |   |                                |

| 20. Juli Scorecard | Kabul | Mis Ainak Knights 187-5 (20)              | – | Band-e-Amir Dragons 188-4 (19.2) |
|                    |       | Band-e-Amir Dragons gewinnt mit 6 Wickets |   |                                  |

| 20. Juli Scorecard | Kabul | Boost Defenders 202-6 (20)          | – | Spin Ghar Tigers 137 (19.2) |
|                    |       | Boost Defenders gewinnt mit 65 Runs |   |                             |

| 21. Juli Scorecard | Kabul | Band-e-Amir Dragons 199-4 (20)   | – | Amo Sharks 203-7 (20) |
|                    |       | Amo Sharks gewinnt mit 3 Wickets |   |                       |

| 21. Juli Scorecard | Kabul | Mis Ainak Knights 177-5 (20)          | – | Boost Defenders 159-7 (20) |
|                    |       | Mis Ainak Knights gewinnt mit 18 Runs |   |                            |

| 22. Juli Scorecard | Kabul | Band-e-Amir Dragons 192-5 (20)          | – | Spin Ghar Tigers 180-9 (20) |
|                    |       | Band-e-Amir Dragons gewinnt mit 12 Runs |   |                             |

| 22. Juli Scorecard | Kabul | Amo Sharks 162 (19.4)                   | – | Mis Ainak Knights 168-5 (17) |
|                    |       | Mis Ainak Knights gewinnt mit 5 Wickets |   |                              |

| 24. Juli Scorecard | Kabul | Spin Ghar Tigers 121 (18.1)      | – | Amo Sharks 124-7 (18.3) |
|                    |       | Amo Sharks gewinnt mit 3 Wickets |   |                         |

| 24. Juli Scorecard | Kabul | Boost Defenders 212-5 (20)         | – | Band-e-Amir Dragons 203-8 (20) |
|                    |       | Boost Defenders gewinnt mit 9 Runs |   |                                |

| 25. Juli Scorecard | Kabul | Amo Sharks 165-7 (20)                   | – | Mis Ainak Knights 166-3 (19) |
|                    |       | Mis Ainak Knights gewinnt mit 7 Wickets |   |                              |

| 25. Juli Scorecard | Kabul | Band-e-Amir Dragons 177-7 (20)         | – | Spin Ghar Tigers 178-6 (20) |
|                    |       | Spin Ghar Tigers gewinnt mit 4 Wickets |   |                             |

| 26. Juli Scorecard | Kabul | Mis Ainak Knights 154-9 (20)          | – | Boost Defenders 155-4 (16.5) |
|                    |       | Boost Defenders gewinnt mit 6 Wickets |   |                              |

| 26. Juli Scorecard | Kabul | Spin Ghar Tigers 173-6 (20)      | – | Amo Sharks 174-4 (18.4) |
|                    |       | Amo Sharks gewinnt mit 6 Wickets |   |                         |

| 28. Juli Scorecard | Kabul | Boost Defenders 182-6 (20)                | – | Band-e-Amir Dragons 183-7 (19.5) |
|                    |       | Band-e-Amir Dragons gewinnt mit 3 Wickets |   |                                  |

| 28. Juli Scorecard | Kabul | Spin Ghar Tigers 191-6 (20)          | – | Mis Ainak Knights 141-9 (20) |
|                    |       | Spin Ghar Tigers gewinnt mit 50 Runs |   |                              |

| 29. Juli Scorecard | Kabul | Amo Sharks 128 (19.4)          | – | Boost Defenders 51 (11) |
|                    |       | Amo Sharks gewinnt mit 77 Runs |   |                         |

| 29. Juli Scorecard | Kabul | Mis Ainak Knights 264-2 (20)          | – | Band-e-Amir Dragons 192 (17.3) |
|                    |       | Mis Ainak Knights gewinnt mit 72 Runs |   |                                |

| 30. Juli Scorecard | Kabul | Band-e-Amir Dragons 180-5 (20)   | – | Amo Sharks 182-1 (13.5) |
|                    |       | Amo Sharks gewinnt mit 9 Wickets |   |                         |

| 30. Juli Scorecard | Kabul | Boost Defenders 206 (20)           | – | Spin Ghar Tigers 198-9 (20) |
|                    |       | Boost Defenders gewinnt mit 8 Runs |   |                             |

## Finale
| 31. Juli Scorecard | Kabul | Mis Ainak Knights 121 (16.2)     | – | Amo Sharks 124-2 (12.4) |
|                    |       | Amo Sharks gewinnt mit 8 Wickets |   |                         |